# Павлополь
Па́влополь (укр. Павлопіль) — село, входит в состав Павлопольского сельского совета Волновахского района Донецкой области.
С 26 февраля 2022 года находится под контролем самопровозглашённой Донецкой Народной Республики.

## История
Село основано в 1838 году, как хутор Красново, на берегу реки Кальмиус. Эти земли Дикого поля были выделены правительством генералу Краснову, который перевёз сюда поселенцев из Новочеркасска. В конце ХІХ столетия на средства генерала в селе была открыта начальная школа. В конце ХІХ столетия село Красново переименовано на Павлополь.
Власть рабочих и крестьян установлена в феврале 1918 года.
В период Великой Отечественной войны 120 жителей села участвовали в боях против немецко-фашистских захватчиков, из них 70 человек погибли при защите Отечества. В 1954 году в честь воинов-односельчан и воинов-освободителей, павших в борьбе с немецко-фашистскими захватчиками, воздвигнут памятник.
До 11 декабря 2014 года село входило в Новоазовский район Донецкой области Украины. В 2014 году решением правительства Украины село переподчинено Волновахскому району Донецкой области Украины.
С декабря 2014 года, в соответствии с Минскими соглашениями, населённый пункт находился в нейтральной зоне, в которой отсутствовали вооружённые формирования любой из противоборствующих сторон (см. Вооружённый конфликт на востоке Украины).
В декабре 2015 года над селом был восстановлен контроль Украины.
С 26 февраля 2022 года село на юге Донецкой области перешло под контроль подразделений Донецкой Народной Республики.

## Население
- 1873 год — 505 человек.
- 1897 год — 651 человек (перепись) — все православные.
- 1914 год — 875 человек.
- 1970 год — 660 человек.
- 1976 год — 615 человек.
- 2001 год — 624 человек (перепись).

В 2001 году родным языком назвали:
- украинский язык — 453 чел. (72,60 %)
- русский язык — 164 чел. (26,28 %)
- армянский язык — 2 чел. (0,32 %)

## Местный совет
87610, Донецкая область, Волновахский район, село Павлополь, улица Сивухина, дом № 77. Глава сельсовета — Сергей Шапкин.